# النقل في البوسنة والهرسك

الطرق في البوسنة والهرسك

لدى البوسنة والهرسك مرافق للطرق والسكك الحديدية والنقل الجوي. هناك خمسة طرق طرق دولية و20 طريقا سريعا رئيسيا مع خطوط حافلات إلى العديد من البلدان. مجموع السكك الحديدية يزيد قليلا عن 1000 كم مع وصلات إلى كرواتيا وصربيا. وفيها 25 مطارًا، سبعة منها مزودة بمدارج معبدة.
ترتبط البوسنة والهرسك جيدًا بالبلدان الأخرى في أوروبا. محطة الحافلات الرئيسية في سراييفو لديها موقع خاص بها. المزود الرئيسي لاتصالات الحافلات الدولية في البوسنة والهرسك هو Eurolines. هناك طرق لكرواتيا وألمانيا والنمسا وفرنسا وهولندا والجبل الأسود وبلجيكا والدنمارك والسويد وصربيا. وعلى الرغم من قرب البوسنة والهرسك الجغرافي من صربيا، لا يوجد سوى حافلة واحدة في اليوم، والتي تستغرق أكثر من 8 ساعات بسبب عدم وجود الطرق المناسبة.
أما النقل المائي فنهر سافا مفتوح للشحن ولكن استخدامه محدود.